# Georgi Michailowitsch Schtschennikow
Georgi Michailowitsch Schtschennikow (russisch Георгий Михайлович Щенников; englisch Georgi Shchennikov; * 27. April 1991 in Moskau, UdSSR) ist ein russischer Fußballspieler, der als Linksverteidiger spielt. Er ist der Sohn des Olympiasiegers im Gehen, Michail Anatoljewitsch Schtschennikow.

## Karriere

### Verein
Georgi Schtschennikow durchlief die Jugendteams des ZSKA Moskau und kam 2009 in einem Spiel im Russischen Pokal gegen den Torpedo Moskau zu seinem Profi-Debüt, im gleichen Jahr gewann er zusammen mit dem ZSKA Moskau auch diesen Wettbewerb. Er galt als eine der Neuentdeckungen des Jahres und kam in der Premjer-Liga 2009 und 2010 für ZSKA auf jeweils 25 Einsätze.

### Nationalmannschaft
Georgi Schtschennikow ist seit 2009 ein Teil der russischen U-21-Mannschaft und seit 2012 der Nationalmannschaft.
Bei der Fußball-Europameisterschaft 2016 in Frankreich wurde er in das russische Aufgebot aufgenommen. Im ersten Spiel gegen England stand er in der Startaufstellung, ebenso danach gegen die Slowakei. Im entscheidenden Spiel gegen Wales blieb er aber auf der Bank. Russland verlor und schied aus dem Turnier aus.

## Titel und Erfolge
- Russischer Pokal 2009, 2011
- Russischer Meister 2013, 2014, 2016